# Општина Лазарени (Бихор)
Лазарени (рум. Lăzăreni) општина је у Румунији у округу Бихор.
Oпштина се налази на надморској висини од 257 m.